# Vítor Pereira
Vítor Manuel de Oliveira Lopes Pereira (ur. 26 lipca 1968) – portugalski trener piłkarski.

## Kariera
Pereira w piłkę grał tylko w ligach regionalnych i zakończył karierę w wieku 29 lat. 
Zaczął trenować zespoły młodzieżowe. Pierwszy zespół seniorski objął w sezonie 2004/05, a był nim trzecioligowy AD Sanjoanense.
Następnie podjął pracę w trzecioligowym SC Espinho, a trzy mecze przed zakończeniem drugiego sezonu w klubie został zwolniony. Powrócił na rok do FC Porto, w którym trenował zespół juniorski. W 2008 roku objął CD Santa Clara z drugiej ligi. W pierwszym sezonie zajął 3 miejsce, a w drugim 4.
Latem 2010 roku Pereira został asystentem André Villasa-Boasa w Porto. 21 czerwca 2011 roku po odejściu AVB do Chelsea, został mianowany trenerem pierwszego zespołu. Pierwsze trofeum zdobył w swoim pierwszym oficjalnym meczu z Vitórią SC, w Superpucharze Portugalii. Porto odpadło w fazie grupowej Ligi Mistrzów, a w Lidze Europy w 1/16 finału. Pomimo tego Pereira poprowadził zespół do mistrzostwa w swoim pierwszym sezonie.
Drugi sezon w Porto zaczął od zwycięstwa w Superpucharze Portugalii z Académica Coimbra.

## Sukcesy trenerskie
FC Porto
- Mistrzostwo Portugalii: 2011-12, 2012-13
- Superpuchar Portugalii: 2011, 2012

Olympiakos
- Superleague Ellada: 2014–15
- Puchar Grecji: 2014–15